# Louise Paichl
Louise Paichl (27. Juli 1901 in Salzburg – 28. Dezember 1963) war eine österreichische Opernsängerin der Stimmlage Alt.

## Leben, Wirken
Louise Paichl studierte bei der Opernsängerin Bianca Bianchi-Pollini und beim Domorganisten Franz Sauer am Mozarteum in Salzburg. 1918 debütierte sie am Stadttheater Salzburg. In der Spielzeit 1921–1922 war sie fest an diesem Haus verpflichtet, in der Spielzeit 1923–1924 am Stadttheater Kaiserslautern. Ab 1924 bis zu ihrem Tode zählte sie – mit einer kurzen Unterbrechung in der Spielzeit 1926–1927 – zum Ensemble des Stadttheaters Bern, wo sie auch als Schauspielerin auftrat.
Parallel zu ihrem Festengagement in Bern gastierte sie mehrfach am Opernhaus Zürich. 1927 war sie als Marcellina in Mozarts Le nozze di Figaro bei den Salzburger Festspielen verpflichtet.
Die Sängerin verfügte über ein breit gefächertes Repertoire. Sie sang die Titelpartie in Bizets Carmen und zahlreiche Hauptrollen in Verdi- und Wagner-Opern, darunter Amneris, Maddalena, Azucena, Mrs. Quickly beziehungsweise Ortrud, Magdalene und Brangäne. Im Fach der komischen Opern und Operetten war sie als Junon in Offenbachs Orpheus in der Unterwelt, als Prinz Orlowsky in der Fledermaus von Johann Strauss oder als Czipra in dessen Zigeunerbaron zu sehen und zu hören, weiters als Irmentraud in Lortzings Waffenschmied oder als Knusperhexe in Humperdinck Hänsel und Gretel. Sie übernahm den Nicklausse in Offenbachs Hoffmanns Erzählungen, die Magdalena in Kienzls Evangelimann, die alte Gräfin in Tschaikowskis Pique Dame sowie die Wirtin und die Amme in Mussorgskis Boris Godunow. In drei Richard-Strauss-Opern verkörperte sie zentrale Rollen – in Salome die Herodias, in Elektra die Klytämnestra und im Rosenkavalier die Annina. Sie wirkte in Bern auch an einer Reihe von Schweizer Erstaufführungen mit – in Haydns Il mondo della luna, in Mussorgskis Der Jahrmarkt von Sorotschinzy, in Puccinis Il trittico sowie in Smetanas Der Kuss.
Sie ist auch unter dem Namen Luise Paichl-Brand aufgetreten.